# Миливој
Миливој је старо словенско име које потиче од елемената: мило ("милост, милост") + вој ("војник, рат"). Популаран првенствено у јужнословенским државама. Име се може односити на следеће особе:
- Миливој Ашнер (1913–2011), бивши начелник полиције у НДХ
- Миливој Бебић (1959), хрватски ватерполиста
- Миливој Дукић (1993), црногорски поморац
- Миливој Југин (1925–2013), српски ваздухопловни инжењер, конструктор, публициста и популаризатор науке
- Миливој Каракашевић (1948–2022), српски стонотенисер
- Миливој Радовић (1915–1987), југословенски олимпијски мачевалац
- Миливој Узелац (1897–1977), хрватски уметник